# Порто-Толле
Порто-Толле (итал. Porto Tolle) — коммуна в Италии, располагается в провинции Ровиго области Венето.
Население составляет 10 659 человек, плотность населения составляет 47 чел./км². Занимает площадь 227 км². Почтовый индекс — 45018. Телефонный код — 0426.